# Винокуров В'ячеслав Петрович
В'ячесла́в Петро́вич Виноку́ров (нар. 1913 — пом. 1942) — радянський військовик, учасник битви на озері Хасан і німецько-радянської війни, підполковник. Герой Радянського Союзу (1938).

## Життєпис
Народився 24 листопада 1913 року в нині неіснуючому селі Репіновка Тюклинського повіту Тобольської губернії Російської імперії (нині — в адміністративних межах Новосибірської області Росії) в родині вчителя. Росіянин.
Після смерті батька у 1920 році родина переїхала до Чебоксар (Чувашія), де закінчив семирічку і школу ФЗУ, працював слюсарем автобази.
До лав РСЧА призваний у 1933 році. Закінчив Саратовську бронетанкову школу.
Особливо командир взводу 303-го окремого танкового батальйону 32-ї стрілецької дивізії (1-ша Приморська армія, Далекосхідний фронт) лейтенант В. П. Винокуров відзначився відзначився в боях біля озера Хасан 6 серпня 1938 року. У критичний момент бою він замінив командира роти, що вибув зі строю. Коли його танк був підбитий, опинився в оточенні, але мужньо витримав 27-ми годинну блокаду. Під прикриттям артилерійського вогню зміг вибратися з танка й дістатись своєї частини. Був поранений.
Після одужання навчався у Військовій академії імені М. В. Фрунзе. Брав участь у радянсько-фінській війні 1939—1940 років. Внаслідок важкого поранення втратив ліву ногу. Продовжив навчання в академії, пересуваючись на протезі.
Після закінчення академії у 1941 році був залишений при ній викладачем, але домігся відправки в діючу армію. Учасник німецько-радянської війни з жовтня 1941 року. Воював на Західному фронті.
Командир 200-ї окремої танкової бригади підполковник В. П. Винокуров загинув у бою 30 листопада 1942 року поблизу села Нікішкіно Сичовського району Смоленської області.
Похований на військовому кладовищі № 2 у місті Сичовка.

## Нагороди
Указом Президії Верховної Ради СРСР від 25 жовтня 1938 року «за зразкове виконання бойових завдань і геройство, виявлене при обороні району озера Хасан», лейтенантові Винокурову В'ячеславу Петровичу присвоєне звання Героя Радянського Союзу. Після встановлення знаку особливої відзнаки, отримав медаль «Золота Зірка» за № 85.
Був також нагороджений орденом Леніна (25.10.1938), двома орденами Червоного прапора і орденом Вітчизняної війни 1-го ступеня.

## Пам'ять
Ім'ям В'ячеслава Винокурова названо вулиці в містах Чебоксари і Новочебоксарськ.